# Fritz Dopfer
Fritz Dopfer, född 24 augusti 1987, är en tysk och österrikisk alpin skidåkare som tävlar på världscupnivå och för SC Garmisch. Han har fem andraplatser som bästa världscupresultat. Han har även två tredjeplatser, en i storslalom i Beaver Creek Resort den 4 december 2011 och en i slalom i Wengen den 15 januari 2012.
Han ingick i det tyska lag som tog brons i nationstävlingen VM 2013.
Dopfer har en tysk far och en österrikisk mor. Han har dubbelt medborgarskap. 2007 bytte han nation att tävla för från Österrike till Tyskland.